# Управление мобильными устройствами
Управление мобильными устройствами (англ. mobile device management, MDM) — набор сервисов и технологий, обеспечивающих контроль и защиту мобильных устройств, используемых организацией и её сотрудниками.
Понятие «мобильные устройства» в данном случае подразумевает смартфоны, планшеты и специализированные компьютеры, такие как терминалы сбора данных или мобильные платежные системы. Управление мобильными устройствами преследует две основные задачи: обеспечение безопасности корпоративных данных на устройствах, находящихся вне сетевой инфраструктуры, а также контроль состояния самих устройств.

## Описание
Обычно MDM-решение состоит из двух частей: контрольного центра и клиентского программного обеспечения. Клиентское программное обеспечение может включать средства шифрования, позволяющие обеспечить конфиденциальность рабочих данных независимо от личной информации пользователя, а также ряд инструментов, предназначенных для удалённого мониторинга и управления устройством. Среди часто встречающихся функций удалённого управления — возможность дистанционного стирания данных, установка приложений и обновлений, всплывающие оповещения и набор инструментов «анти-вор» (включающий отслеживание географического положения устройства, его блокировку и фотографирование окружающей похитителя обстановки).
MDM-системы могут обладать встроенным антивирусным решением, также могут являться частью мультиплатформенной системы информационной безопасности. Решения по управлению мобильными устройствами существуют для большинства популярных мобильных платформ (Android, iOS, Windows Phone, Blackberry, Symbian). Однако набор доступных функций, в зависимости от операционной системы, может заметно отличаться. Это обусловлено различиями в идеологии платформ — и, как следствие, в различном уровне доступа к данным для разработчиков MDM-решений.